# Yaffle
Yaffle（ヤッフル）は、日本の音楽プロデューサー、作曲家、編曲家である小島 裕規（こじま ゆうき、1991年〈平成3年〉3月3日 - ）のソロプロジェクト。小島は小袋成彬と共にTokyo Recordings（現 TOKA）を設立したメンバーの一人である。小袋成彬、藤井風、iri、SIRUP、高岩遼（SANABAGUN.）、Capeson、柴咲コウ、adieu（上白石萌歌）らのアレンジや楽曲提供から、CM、映画『響 -HIBIKI-』、『ナラタージュ』などの音楽制作等、幅広く活躍している。

## 略歴
6歳の頃、祖母の勧めでピアノ教室に通い始める。青山学院高等部に進学すると、吹奏楽部に入りながらも軽音楽部を掛け持ちし、ファゴットやキーボードの演奏だけではなくオーケストラの指示からバンドの録音までこなすようになる。2010年に高校を卒業。
国立音楽大学に進学し、川島素晴から前衛音楽の作曲を学ぶ。2010年末から作曲家・編曲家としての活動をスタートする。Aoyama Basementという配信レーベルも立ち上げていた。その中で、酒本信太（Tokyo Recordings）と出会い、そのつながりで小袋成彬と初めて会う。
2014年9月、小袋や酒本とともにTokyo Recordings（現・TOKA）を設立。
2018年1月、新プロジェクト「Yaffle」を始動。
2020年9月、1stアルバム『Lost, Never Gone』をリリース。
2021年、映画『キャラクター』の音楽を担当。
2023年2月、2ndアルバム『After the chaos』をリリース。

## 音楽的影響
- 最初に買ったCDは６歳の頃に買ってもらった玉置浩二の「田園」[7]とSPEEDの「Body & Soul」[8]。
- 小さい頃からいろいろな習い事の一つにピアノがあって、他のことはやめてしまってもピアノだけは続けていた[7]。中学の頃に自分でJ-POPヒットの楽譜を買って弾くようになり、コードを知ってから面白いと思うようになった[7]。そこから音楽制作のフリーソフトを触りはじめ、大規模編成ものに憧れ、高校入学して吹奏楽部に入り、高２の頃には50人編成の楽譜を書いた[7]。
- 音楽に本当にのめり込むきっかけとなったのがコールドプレイ[7]。2005、2006年頃に深夜のTVで来日公演告知が流れていた時に「21世紀最高のバンドが来る！」というコピーを目にし、「もう21世紀最高のバンドが出たんだ」と興味を持ってハマった[9]。中高生のなんとも言えない葛藤に寄り添ってくれていたのではないかと話している[7]。
- コールドプレイが影響を受けたと聞いてレディオヘッドも聴くようになった。2007年リリースの『イン・レインボウズ』は初めてリアルタイムで聴いたアルバム。収録曲「Videotape」については、ピアノのショールームで試奏するときは大体この曲のど頭のフレーズを弾いているくらい好きな曲だと紹介している[10]。
- アークティック・モンキーズやザ・ストロークスなどのガレージロック・リバイバル、フランツ・フェルディナンドなどのポストパンク・リバイバル、オアシスやブラーなどのブリットポップも好きだった[9][11]。
- 六本木の蔦屋書店で受験勉強をしていたが、当時のCDレンタルコーナーのポストロックの棚に並んでいたシガー・ロス、トータス、モグワイなどもたくさん聴いた[12] 。
- 日本のアーティストでは、よく聴いたのはくるり[7]。インテリジェンスが感じられて、常にアップデートしているところが好きで、それはコールドプレイやレディオヘッドにも繋がっている、と語っている。
- 中学や高校では、東京事変のコピー演奏もしていた[8]。
- クラシックの作曲家では、エドワード・エルガー、レイフ・ヴォーン・ウィリアムズ、ガブリエル・フォーレ、モーリス・ラヴェルなどが好きだった[13]。
- マックス・リヒターなどのポストクラシカルにも影響を受けている[14][15]。
- 大学在学中にはジャズ、とりわけビッグバンドにも積極的に取り組んだ[16]。即興演奏ではなく役割分担がしっかりあるチャールス・ミンガスのような音楽に魅かれると話している。ジョー・ザヴィヌルが作曲してキャノンボール・アダレイのシングルとしてリリースされた『マーシー・マーシー・マーシー』は何度も聴いたと語っている[17]。
- 学生時代はロックばかり聴いていたが、大学を卒業してからエレクトロニカなどもやるようになった[7]。ジャック・ユー（スクリレックスとディプロのユニット）は初めてかっこいいと思ったハウスミュージックで、そこから打ち込み系への関心が広がった。
- 映画好きでもある。映画や劇伴にも影響を受けていると話している[18]。2ndアルバム『After the Chaos』リリース時のインタビューでは、『TENET テネット』『メッセージ』『ゴールデンスランバー』を挙げている[18]。

## プロデュースした主な楽曲
- 藤井風
  - 全曲（除：Workin' Hard、花、Feelin’ Go(o)d、真っ白)
- 小袋成彬
  - 「Lonely One feat.宇多田ヒカル」
- iri
  - 「Clear color」
  - 「東へ西へ」
  - 「Slowly Drive」
  - 「Only One」
  - 「Rhythm」
  - 「Corner」
  - 「渦」
  - 「摩天楼」
- 米津玄師
  - 「毎日」
  - 「Azalea」
- 高岩遼
  - 「ROMANTIC」
  - 「Black Eyes」
- SIRUP
  - 「Synapse」
  - 「Thinkin about us」
- Dean Fujioka
  - 「Made In JPN」
- Awesome City Club
  - 「Cold & Dry」
- SHE'S
  - 「Clock」
- Crystal Kay
  - 「3月9日」
- adieu
  - 「強がり」
  - 「花は揺れる」
  - 「ナラタージュ」
  - 「やさしい気持ち」
  - 「春の羅針」（編曲）
  - 「愛って」
  - 「天使」
  - 「 灯台より」
- Rihwa
  - 「一秒」
- 柴咲コウ
  - 「そして僕は途方に暮れる」
  - 「黄昏のビギン」
- SEKAI NO OWARI
  - 「陽炎」
- ACAね（ずっと真夜中でいいのに。） × Rin音
  - 「Character」
- ELAIZA
  - 「AYAYAY」
- 尾崎裕哉
  - 「Lighter」
- eill
  - 「Plastic Love」

- Salyu
  - 「Taxi」
  - 「Tokyo Tape」

- Dean Fujioka
  - 「Follow Me」

- AKINA
  - 「Gravity」

- Uru
  - 「Break」

- ao
  - 「チェンジ」
- 清澄 by Takumi Kawanishi（JO1）
  - 「surge」

## ディスコグラフィ

### シングル/EP
| 発売日         | タイトル                                      | レーベル            |
| -------------- | --------------------------------------------- | ------------------- |
| 2018年1月9日   | Enpty Room feat. Benny Sings                  | TokyoRecordings     |
| 2018年4月6日   | Op.2-4                                        | TokyoRecordings     |
| 2018年4月6日   | summer(feat. Linying)                         | TokyoRecordings     |
| 2018年11月30日 | La Nuit(feat. Fabienne Débarre)               | Picus Records       |
| 2019年5月24日  | UNIKA(feat. Raphael Gualazzi)                 | Picus Records       |
| 2019年8月23日  | Lightning Surrender / Nick Moon & Yaffle      | only in dreams      |
| 2020年5月22日  | Lost, Never Gone                              | Picus Records       |
| 2020年7月31日  | À I'envers                                    | Picus Records       |
| 2020年8月14日  | À I'envers(TERACE7000 Remix)                  | Picus Records       |
| 2021年5月31日  | Character / ACAね, Rin音, Yaffle              | EMI Records         |
| 2021年11月17日 | Reconnect/Grown                               | Picus Records       |
| 2021年12月24日 | Magic Touch / Yaffle & Lost Boy               | Picus Records       |
| 2022年3月25日  | Wish You Could Come / Yaffle & SATICA         | Picus Records       |
| 2022年6月24日  | HEAD / Yaffle & Aston Fenly                   | Picus Records       |
| 2022年11月25日 | Alone / Yaffle & CeaseTone                    | Deutsche Grammophon |
| 2022年12月16日 | Mercy through the Clouds / Yaffle & CeaseTone | Deutsche Grammophon |
| 2023年10月18日 | exported_file_1                               | Picus Records       |
| 2023年11月15日 | exported_file_2                               | Picus Records       |

## 主なライブ
- 2019年01月31日 - JUNGLE 来日公演（小袋成彬とともにゲスト出演）
- 2022年05月03日・4日 - J-WAVE & Roppongi Hills present TOKYO M.A.P.S Yaffle EDITION
- 2022年07月29日 - FUJI ROCK FESTIVAL'22